# Aphrodite 2
Pour les articles homonymes, voir Aphrodite (homonymie).
Aphrodite 2 est un système de câbles de télécommunications sous-marins en mer Méditerranée reliant la Grèce et Chypre. Il est connecté aux villes de La Canée en Crète et Geroskípou à Chypre. 
Sa capacité de transmission nominale est de 2 x 565 Mbit/s et la longueur totale du câble est de 868 km. Il est entré en service le 30 septembre 1994. 